# Neuton Chikhli Kalan
Neuton Chikhli Kalan is een nagar panchayat (plaats) in het district Chhindwara van de Indiase staat Madhya Pradesh. 

## Demografie
Volgens de Indiase volkstelling van 2001 wonen er 10.850 mensen in Neuton Chikhli Kalan, waarvan 52% mannelijk en 48% vrouwelijk is. De plaats heeft een alfabetiseringsgraad van 68%. 